# 赫洛霍韋茨

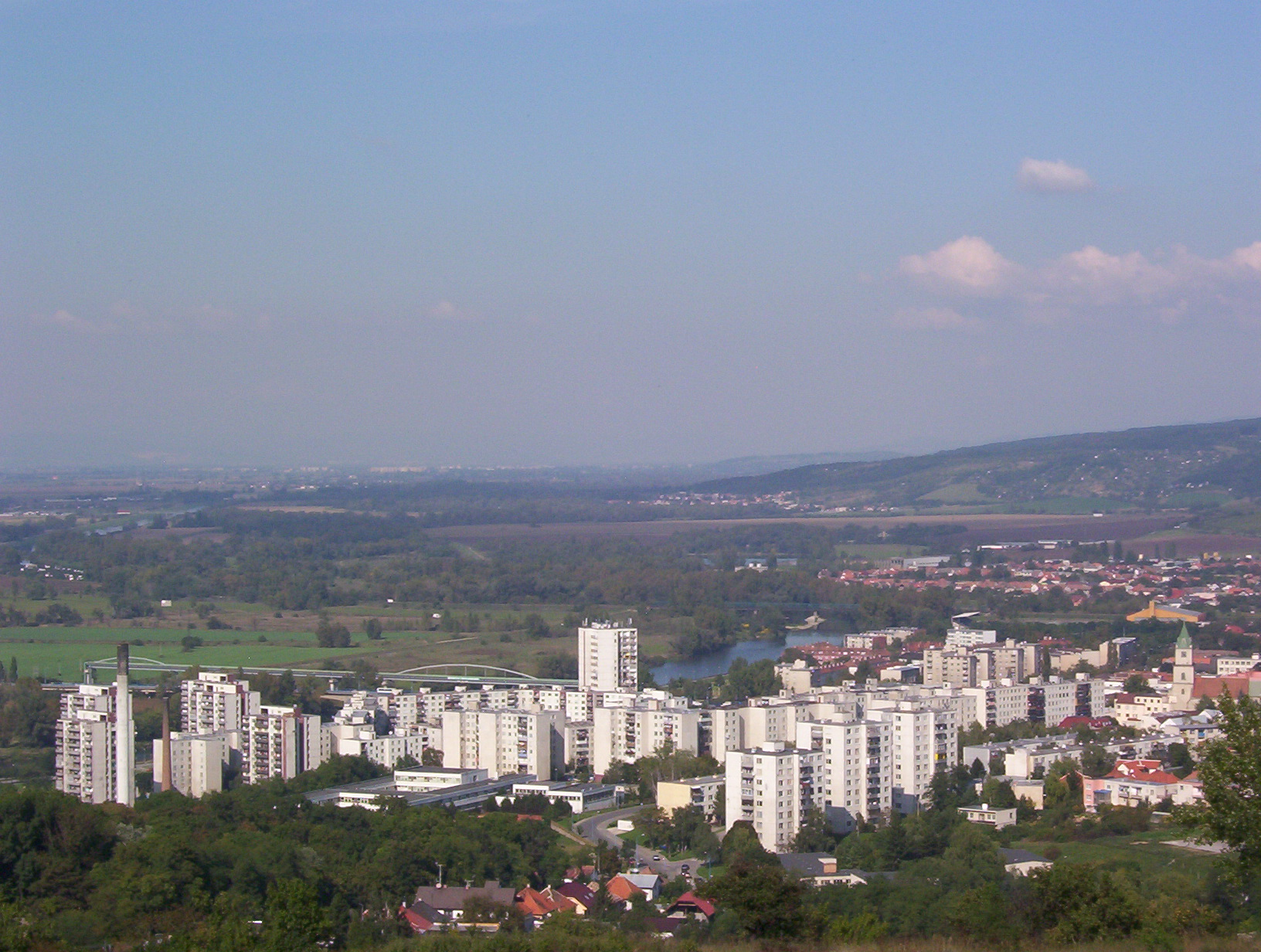

赫洛霍韋茨是斯洛伐克特爾納瓦州的城鎮，位於該國西南部，面積64.13平方公里，海拔高度156米，2011年人口22,192，其中八成居民信奉羅馬天主教。

## 友好城市
- 比利时德潘讷 （1976年）
- 斯洛維尼亞斯洛文尼亞科尼采 （1993年）
- 捷克赫拉尼采 （2000年）

## 外部連結
- - Official website （页面存档备份，存于）
- - Hlohovecko.sk - Regional Information System （页面存档备份，存于）
- - Historical photos of Hlohovec
- - Virtual Tour of Hlohovec